# Ampedus fuentei
Ampedus fuentei là một loài bọ cánh cứng trong họ Elateridae. Loài này được Sánchez-Ruiz miêu tả khoa học năm 1996.